# Sterling (Kansas)
Sterling é uma cidade localizada no estado americano de Kansas, no Condado de Rice.

## Demografia
Segundo o censo americano de 2000, a sua população era de 2642 habitantes.
Em 2006, foi estimada uma população de 2549, um decréscimo de 93 (-3.5%).

## Geografia
De acordo com o United States Census Bureau tem uma área de
3,8 km², dos quais 3,7 km² cobertos por terra e 0,1 km² cobertos por água. Sterling localiza-se a aproximadamente 500 m acima do nível do mar.

## Localidades na vizinhança
O diagrama seguinte representa as localidades num raio de 20 km ao redor de Sterling.